# Pabradė
Pabradė (polnisch Podbrodzie) ist eine Stadt in Litauen mit Status eines Stadtamtes (miesto seniūnija) in der Rajongemeinde Švenčionys. Sie liegt 38 km südwestlich von Švenčionys an der Žeimena, an der Eisenbahnstrecke Vilnius-Daugavpils, an der Landstraße Vilnius-Švenčionys und an der Straße nach Molėtai. Die Stadt hat 5528 Einwohner (2017) und ist gleichzeitig eine Verwaltungsgemeinschaft (seniūnija).
In der Nähe der Stadt befindet sich die General Silvestras Žukauskas Training Area, ein Truppenübungsplatz, der unter anderem von der NATO Multinational Battlegroup Lithuania und US-Panzerbataillonen, die im Rahmen der Operation Atlantic Resolve auf Rotationsbasis nach Europa kommen, genutzt wird. Er befindet sich in unmittelbarer Nähe der Grenze zu Belarus. 
Es gibt zwei Gymnasien (Pabradės Ryto gimnazija und Pabradės Žeimenos gimnazija), eine Bibliothek (seit 1940), eine Post, ein Kinderheim und das Unternehmen UAB Intersurgical (nach Mitarbeiterzahl größtes High Tech-Unternehmen in Litauen) mit 1.640 Mitarbeitern.
Die orthodoxe Kirche der Stadt wurde 1910 als St.-Panteleimon-Kirche erbaut. Im Jahr 1927 wurde sie als St.-Joseph-Kirche katholisch. Am 4. November 2007 wurde sie nach der Weihe der neuen Kirche der Jungfrau Maria Königin der Familien an die Orthodoxen zurückgegeben und 2009 im Namen von Sergius von Radonesch geweiht.

Impressionen
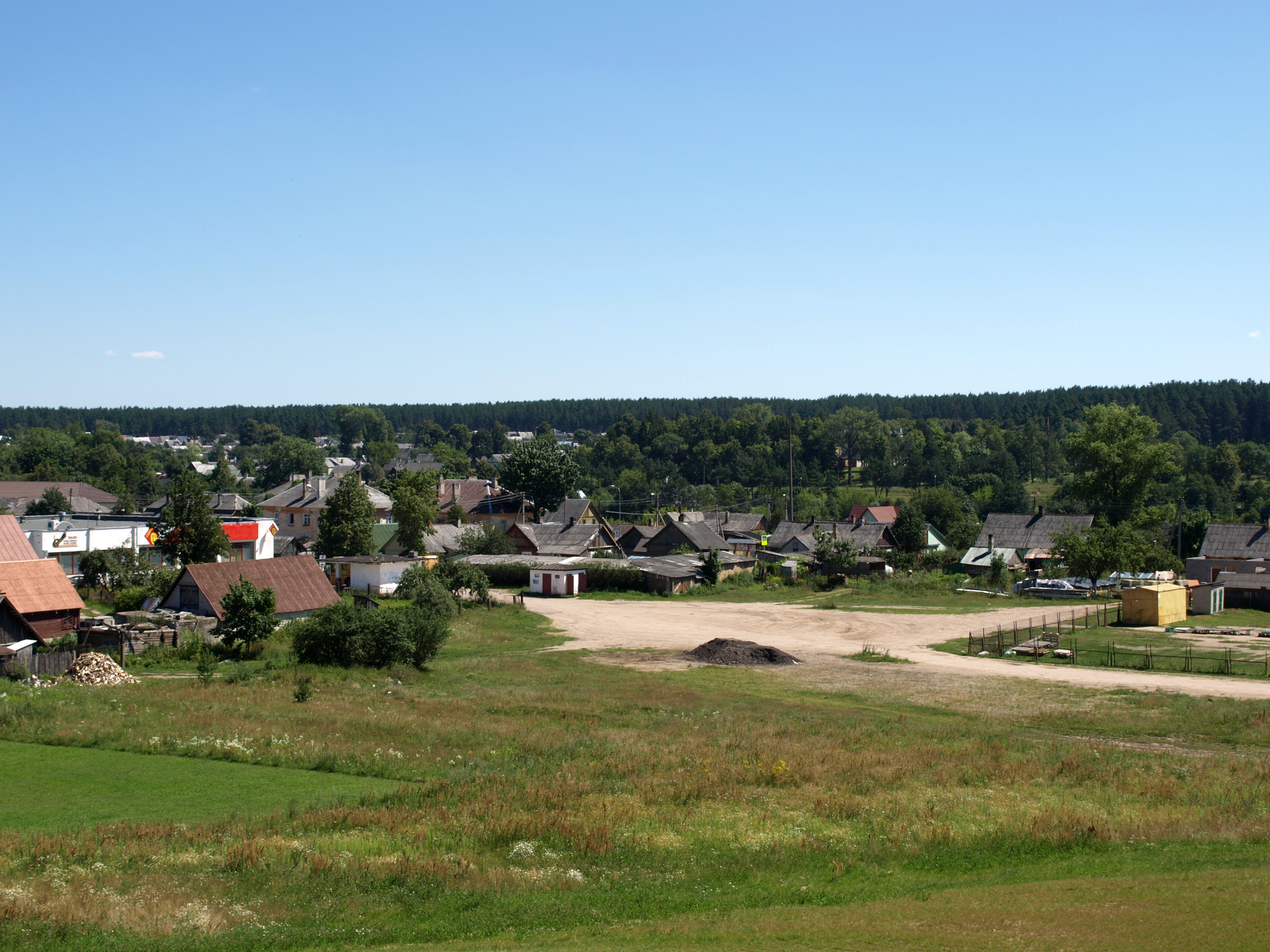
Pabradė
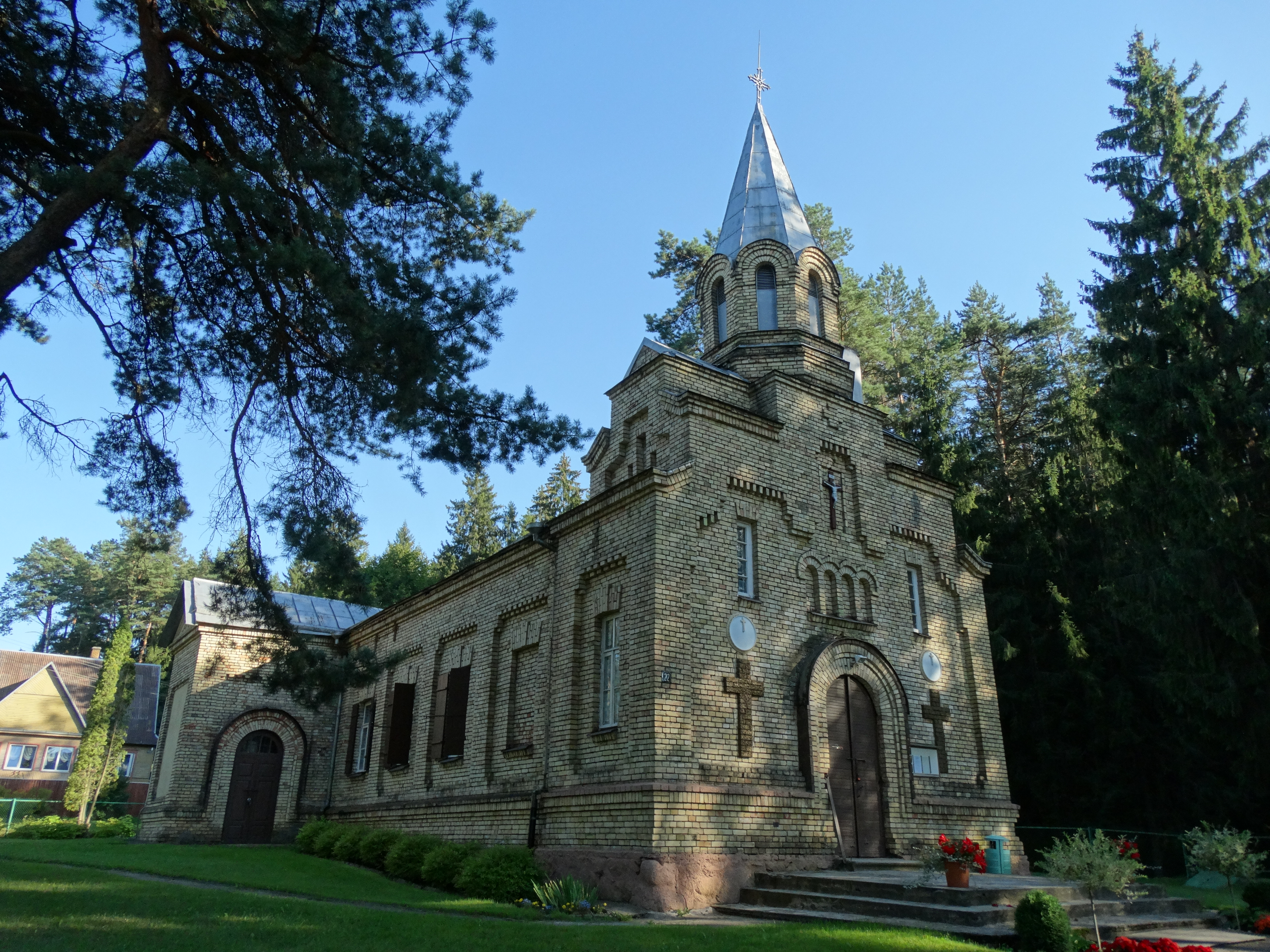
Orthodoxe Kirche Sergius von Radonesch in Pabradė
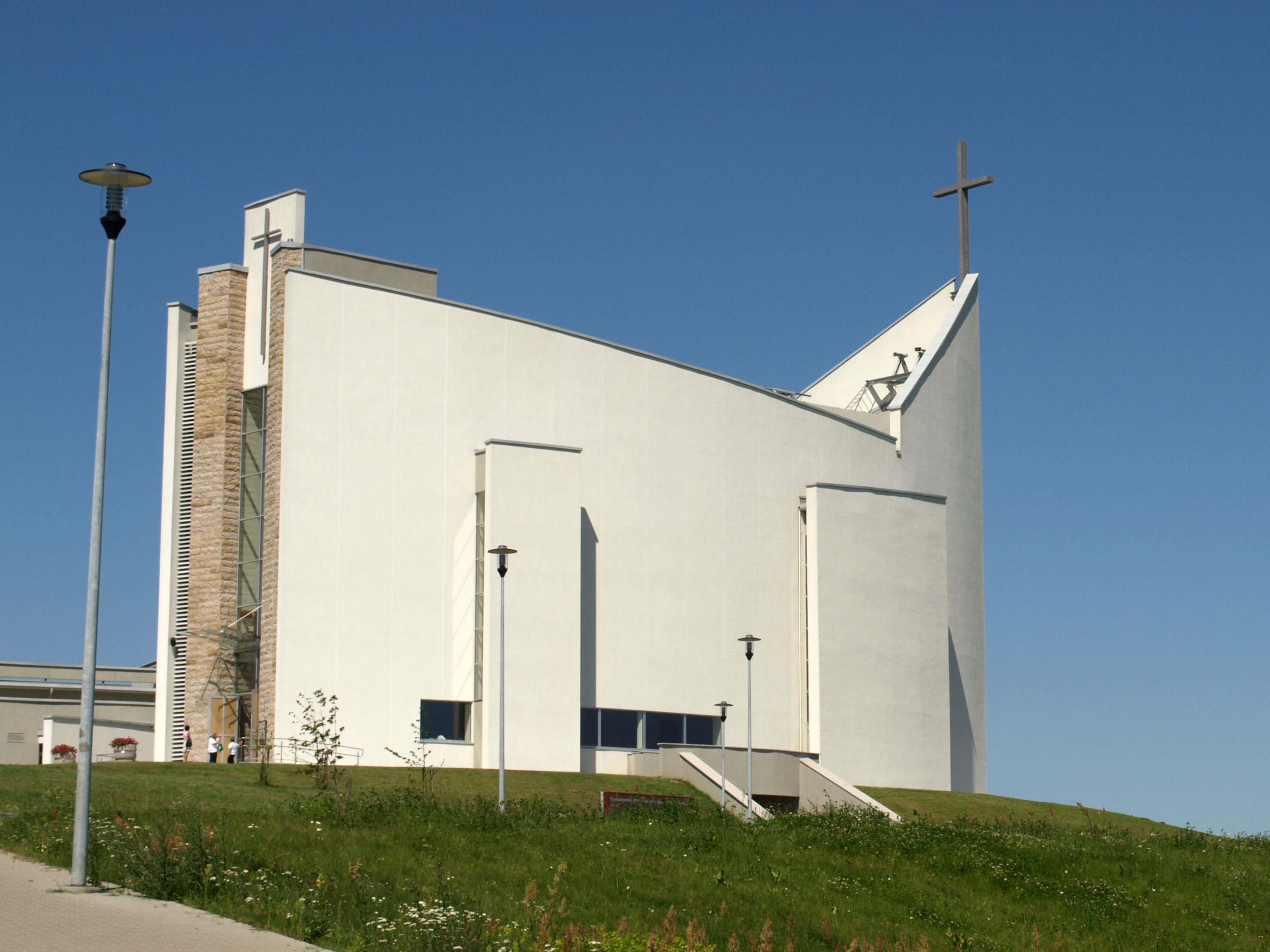
Katholische Kirche der Jungfrau Maria, Königin der Familien in Pabradė
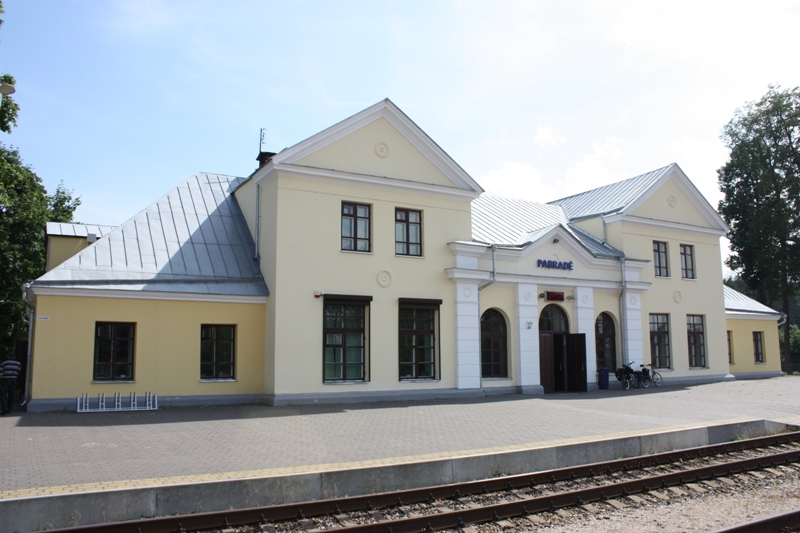
Bahnhof Pabradė